# 孫大強
孫大強，生於天津市，企業家。他曾擔任寬達食品股份有限公司董事長，並在任內將麥當勞與T.G.I. Friday's等美國連鎖餐飲品牌首度引進臺灣。此外，他也是國民革命軍陸軍上將孫連仲、宋哲元之孫與孫大偉之兄。

## 生平

### 家族生活
孫大強出生於天津；他的父親孫湘德是一位中華民國陸軍將官，他的母親是宋景憲，他的祖父是孫連仲，他的外祖父是宋哲元。孫大強是家中最早出生的兒子，他有弟弟孫大棣、孫大宇、孫大偉；孫大偉曾因國共內戰於幼年時移居香港，後成長於臺灣，又於中學畢業後至美國求學並移民當地。

### 求學創業
1960年代，孫大強就讀於堪薩斯大學醫學院；後來，他因興趣不合轉學心理系並準備成為教授。其間，孫大強打工於一家代理史努比產品製造權的公司，並被派至亞洲出差；回到臺灣時，他眼見當地經濟發展蓬勃，於是向公司提議自願不支薪代理所有在臺業務並以10%銷售佣金與採購代理權作交換條件。其後，因前述經驗大獲成功，他又以相同條件代理迪士尼商品在臺銷售業務。
1978年，孫大強與孫大偉在招待友人鮑比·關（Robert Kuan）至拉斯維加斯遊玩時共同興起將麥當勞引進亞洲的念頭。1979年，鮑比·關向麥當勞提出在新加坡開設麥當勞之計畫案，並於隨後獲該公司同意；此後，麥當勞出資50%、鮑比·關與孫大強合資出資17%，並由鮑比·關擔任麥當勞新加坡地區事業董事長。
因新加坡麥當勞之成功，孫大強也向麥當勞申請臺灣區代理權；但當時麥當勞以統一企業已優先洽談代理權為由拒絕該提議。
1983年，統一企業因無法通過中華民國經濟部投資審議委員會之審查取得營業執照而與麥當勞解約；此時，孫大強、孫大宇與孫大偉以境外華人身份在臺灣成立寬達食品股份有限公司並取得營業執照，與麥當勞公司各出資50%成立「台灣麥當勞餐廳股份有限公司」。1984年，該公司在臺北開設第一間麥當勞，並於隨後快速擴張。
隨著麥當勞事業大獲成功，孫大強以寬達食品在臺灣進行轉投資，其投資標的包括台北凱悅大飯店J·J迪斯可舞廳及漢軒餐廳、先施百貨翡翠餐廳、配立得眼鏡、紅廚餐廳、伊登廣告、T.G.I. Friday's、Hard Rock Cafe等；同時，香港貿易發展局由臺灣至香港的簽證事務也由該其相關企業協助代辦。此外，孫氏三兄弟還投入出版及演藝事業；除辦雜誌外，也投資電影與連續劇，包括由陸小芬主演的《晚春情事》及楊德昌導演的《獨立時代》。
1993年5月，因為帳目問題以及部份經理人利用台灣麥當勞炒作房地產，孫家兄弟因此被迫將經營權交還麥當勞公司，並僅只保留持有股份；同時，孫大強因欲將Boston Market引進臺灣而放棄T.G.I. Friday's代理權，但其代理合約又因Boston Market在美國遭檢調單位調查而全部失效。
T.G.I. Friday's後來代理權轉由北軒餐飲集團，經營至今。
2001年，孫大強創立Sonoma Grill（帝國牛排館），接著又引進澳美客牛排館與California Pizza Kitchen。
Outback Steakhouse 後來結束代理，轉為寬達食品自有品牌 American Steakhouse 經營，但之後又結束營業。
2016年，孫氏兄弟旗下已無代理品牌，他們決定自行成立新品牌American Steakhouse。